# Хавайска поличка
Хавайските полички (Physophora hydrostatica) са вид хидровидни от семейство Physophoridae.
Таксонът е описан за пръв път от Пер Форскол през 1775 година.